# Ролф Щомелен
Ролф Щомелен (на германски Rolf Stommelen) е бивш пилот от Формула 1.
Роден на 11 юли 1943 година в Сиеген, Германия.

## Формула 1
Ролф Щомелен прави своя дебют във Формула 1 в Голямата награда на ЮАР през 1970 година. В световния шампионат записва 63 състезания като се класира един път на подиума и събира 14 точки.